# Stary Dzików

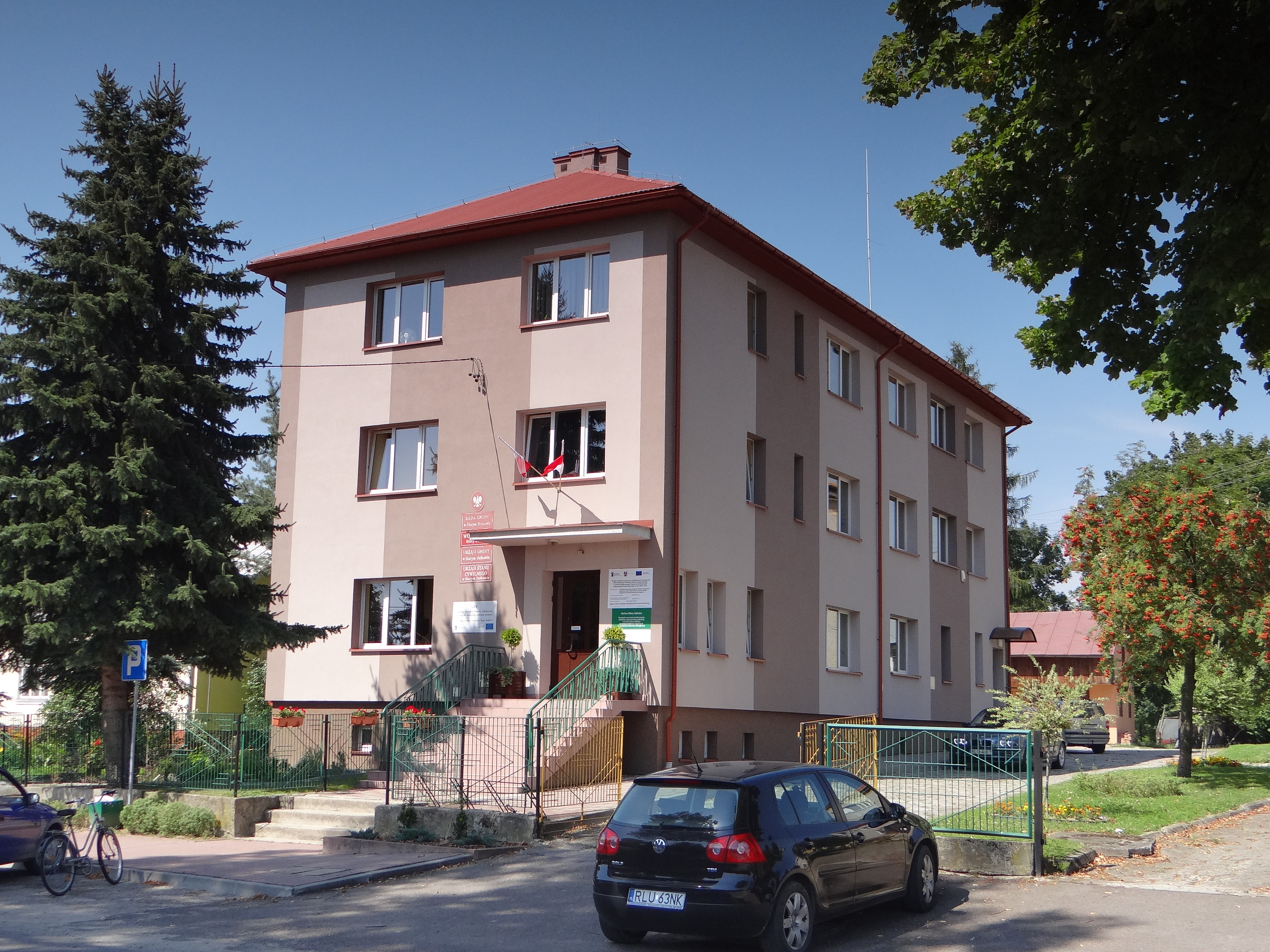
Budynek Urzędu Gminy

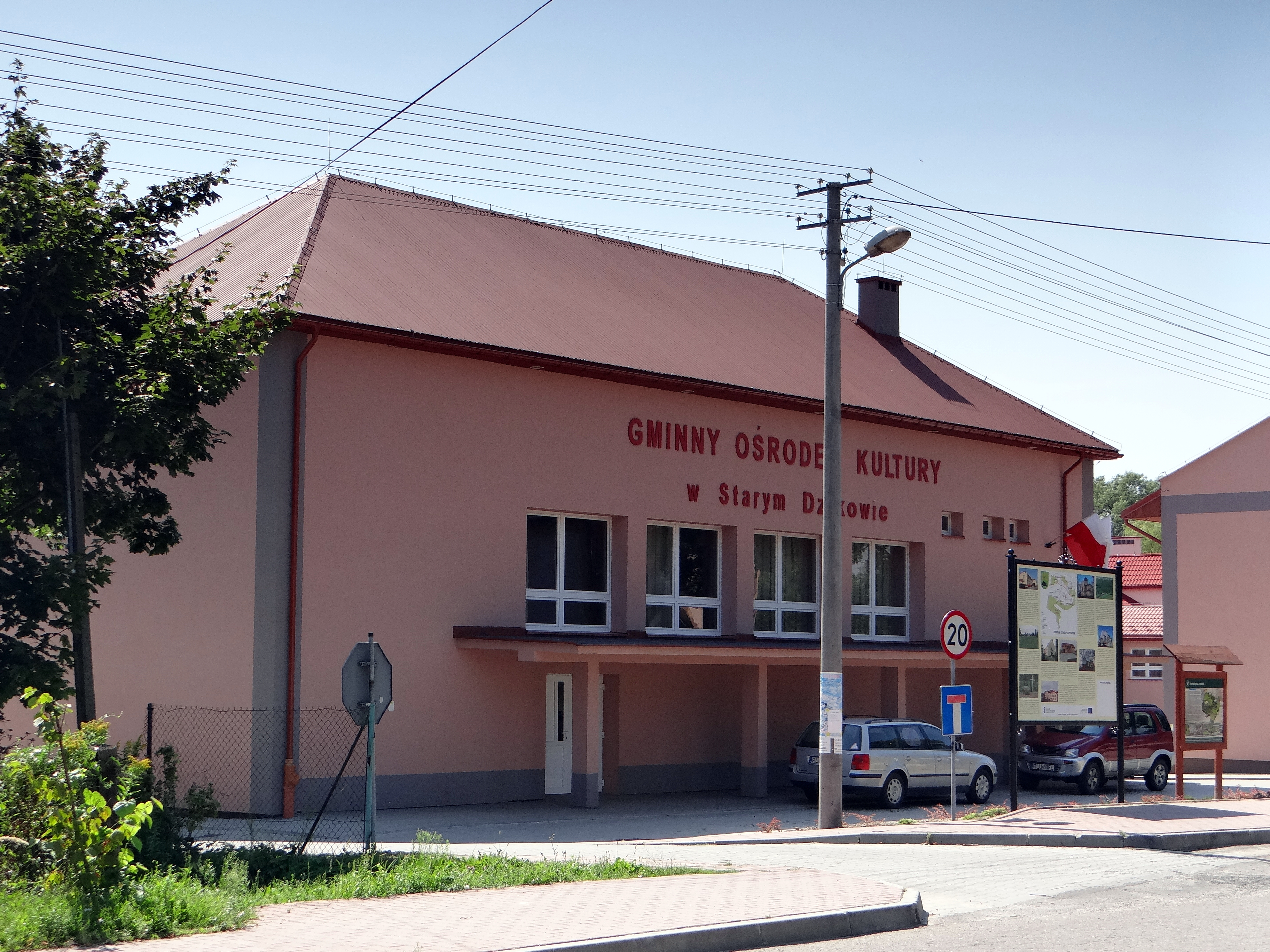
Gminny Ośrodek Kultury

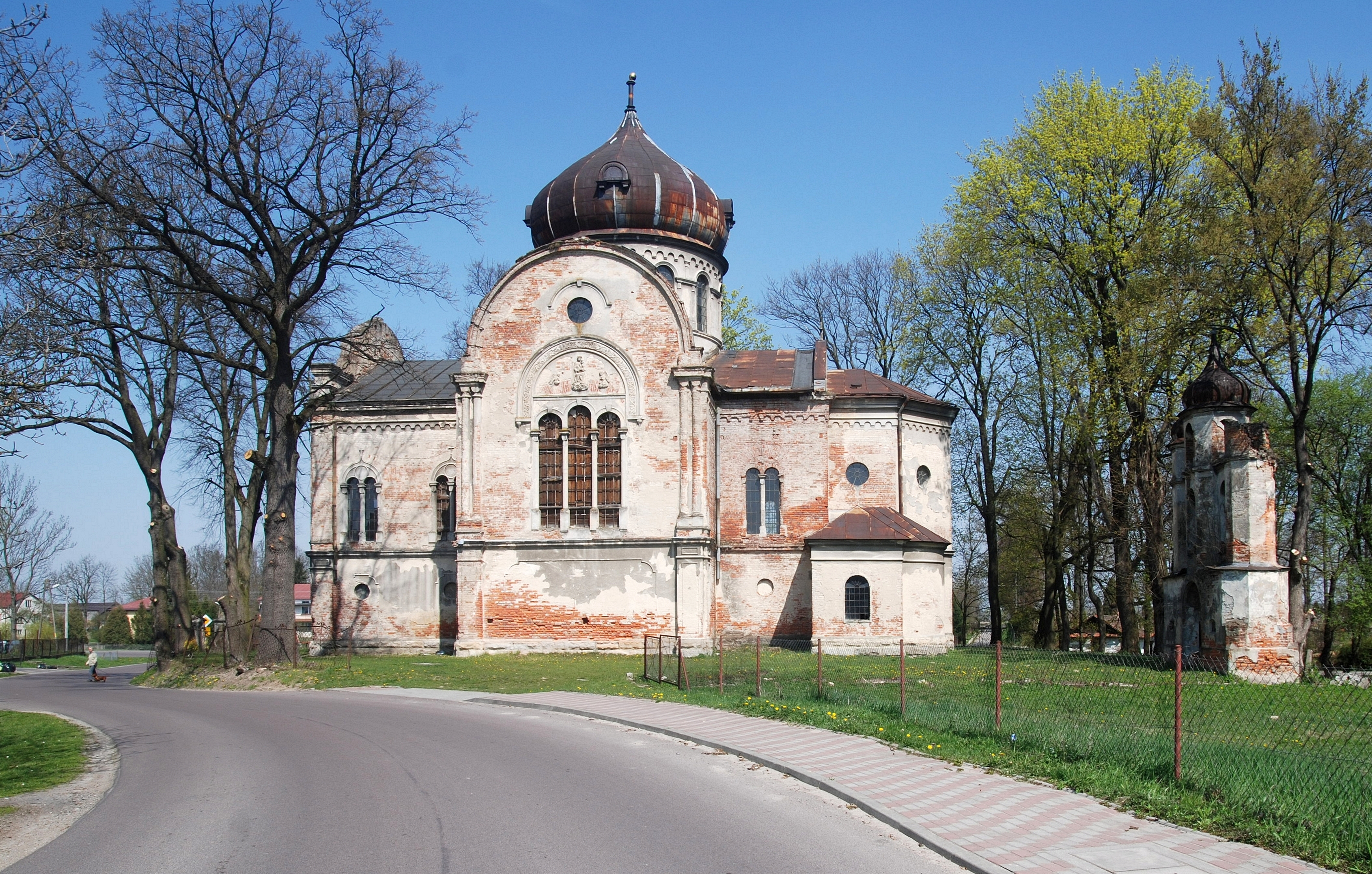
Cerkiew św. Dymitra

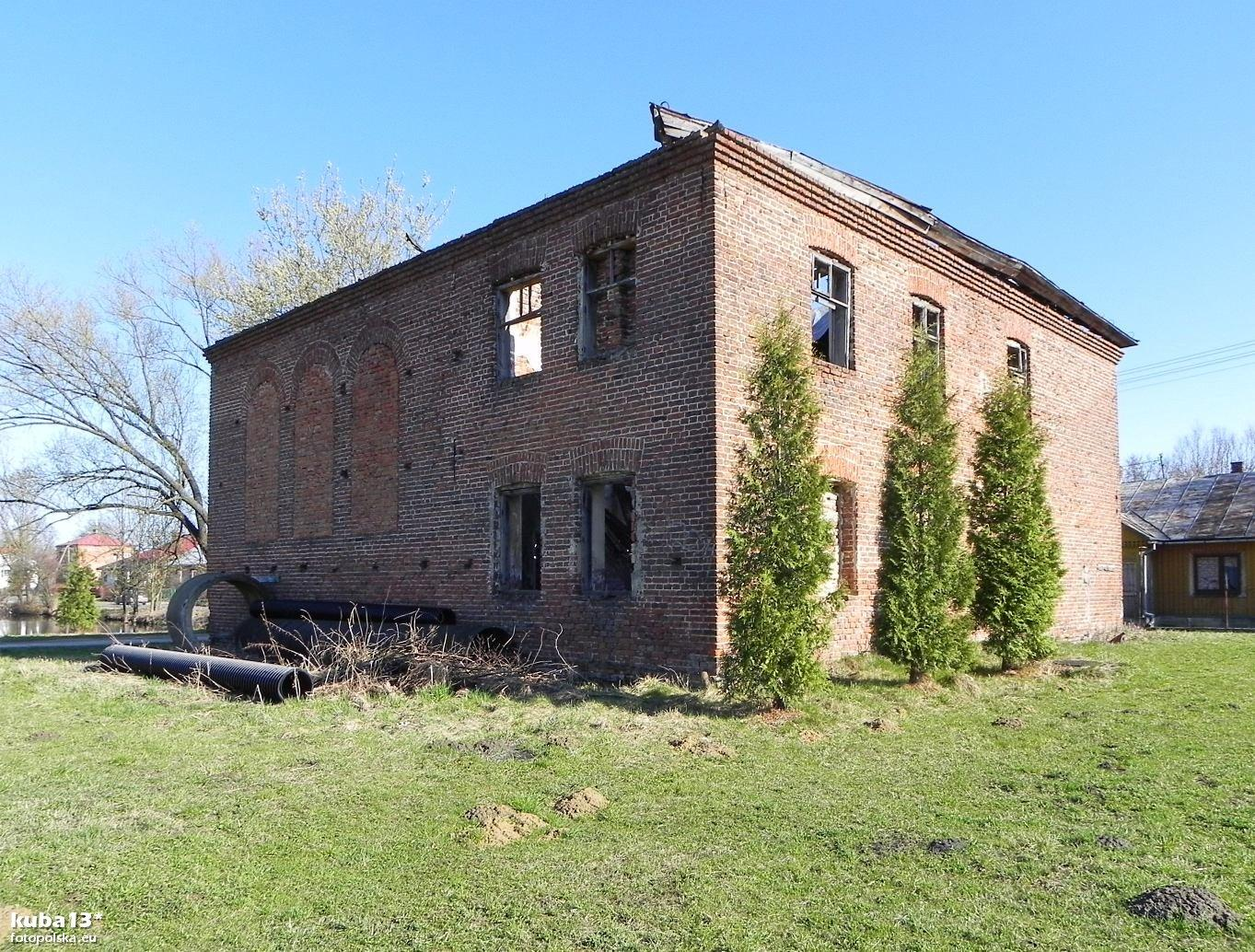
Synagoga

Stary Dzików (do 14 lutego 1968 Dzików Stary) – wieś w Polsce położona w województwie podkarpackim, w powiecie lubaczowskim, na Płaskowyżu Tarnogrodzkim. Miejscowość jest siedzibą gminy Stary Dzików.
W latach 1975–1998 miejscowość administracyjnie należała do województwa przemyskiego.
Wieś jest siedzibą rzymskokatolickiej parafii Trójcy Przenajświętszej w Starym Dzikowie.

## Położenie
Stary Dzików znajduje się w północno-wschodniej części województwa podkarpackiego, w północno-zachodniej części powiatu lubaczowskiego. Wieś jest położona na Płaskowyżu Tarnogrodzkim.

## Demografia
Liczba ludności (dane na koniec grudnia poszczególnych lat):
| Lata            | 2004 | 2005 | 2006 | 2007 | 2008 | 2009 | 2010 | 2011 | 2012 | 2013 | 2014 | 2015 |
| --------------- | ---- | ---- | ---- | ---- | ---- | ---- | ---- | ---- | ---- | ---- | ---- | ---- |
| Liczba ludności | 1353 | 1343 | 1325 | 1315 | 1302 | 1304 | 1292 | 1289 | 1279 | 1284 | 1277 | 1279 |

## Historia
Stary Dzików poświadczony jest źródłowo w 1469 r. W tym okresie wymieniony został w kronice Jana Długosza (około 1475 r.). Od połowy XV w. stanowił ośrodek klucza prywatnych dóbr w posiadaniu rodziny Ramszów. Na początku XVI w. znalazł się w składzie dóbr jarosławskich należących m.in. do Stanisława Odrowąża, wojewody ruskiego (zm. 1545). Przed 1562 r. wszedł w skład włości należących do Ramszów z Oleszyc; następnie na krótko został włączony do posiadłości królewskich. Od końca XVI w. znalazł się ponownie w kluczu oleszyckim, we władaniu Sieniawskich, od początku XVIII w. ks. Czartoryskich. W 1812 r. objęty został przez hr. Zamoyskich, a następnie włączony do klucza cewkowskiego i przejęty przez generała Władysława hr. Zamoyskiego; w tym czasie do połowy XIX w. dobrami galicyjskimi Zamoyskich administrował Leon ks. Sapieha. Na przełomie lat 70. i 80. XIX w. obszar dworski znalazł się w posiadaniu hr. Tarnowskich. Od około 1885 r. majątek należał do Józefa Laufera, a w 1894 r. został włączony do dóbr Ruda Różaniecka; w ich obrębie stanowił własność Brunickich i Wattmannów Maelcamp de Beaulieu. Przed 1914 r. grunty folwarczne zostały częściowo wykupione przez gminę i rozparcelowane.
Stary Dzików dzielił przemiany administracyjne Lubaczowa. W XV w. znajdował się w granicach powiatu lubaczowskiego w składzie województwa bełskiego (po 1531 r. w powiecie bełskim). Od 1772 r. teren dawnego powiatu lubaczowskiego wraz ze Starym Dzikowem znalazł się pod zaborem austriackim. W 1773 r. na krótko znalazł się na terenie dystryktu lubaczowskiego w składzie cyrkułu bełskiego. Po dalszych przemianach administracyjnych w 1783 r. Stary Dzików wraz z okolicznymi miejscowościami na dłużej wszedł w skład cyrkułu żółkiewskiego. W 1865 r. znalazł się na terenie powiatu cieszanowskiego. W tym czasie ukonstytuowała się w Starym Dzikowie rada gminy. Od 1 stycznia 1923 r. Stary Dzików wszedł w skład odnowionego wówczas powiatu lubaczowskiego (od 1920 r. województwo lwowskie). W okresie międzywojennym miejscowość stała się ośrodkiem gminy wiejskiej zbiorowej (1933, 1935 r.). Rolę tę pełniła również w okresie powojennym, pozostając w granicach powiatu lubaczowskiego i województwa rzeszowskiego (1944–1975). W międzyczasie, od początku lat 50. do 1973 r. w Starym Dzikowie funkcjonowała Gromadzka Rada Narodowa. Po 1975 r. odnowiona Gmina Stary Dzików znajdowała się w granicach województwa przemyskiego, po 1990 r. rejonu lubaczowskiego, a od 1999 r. weszła w skład powiatu lubaczowskiego i województwa podkarpackiego. Obecnie na jej terenie znajduje się pięć miejscowości: Cewków, Moszczanica, Nowy Dzików, Stary Dzików i Ułazów.
W latach 1941–1947 nacjonaliści ukraińscy z OUN-UPA zamordowali tutaj 44 Polaków, w tym kilku żołnierzy Wojska Polskiego.
Według tradycji w XVIII wieku Dzików był miasteczkiem. Wieś istotnie była niegdyś bardzo duża i ludna. W 1938 r. miała 2550 mieszkańców, w tym 1361 narodowości ukraińskiej.

## Kościół
Stary Dzików początkowo należał do parafii w Oleszycach. W II połowie XVII wieku zbudowano kaplicę pw. Trójcy Przenajświętszej, przy której od 1707 roku posługiwał wikariusz. Parafia w Starym Dzikowie została erygowana w 1781 roku. Kościół parafii pw. Św. Trójcy, murowany, późnobarokowy, wzniesiony w 1781 roku. z fundacji Adama Czartoryskiego, restaurowany w 1896 roku, rozbudowany w 1937 roku. (dodanie transeptu), odnowiony w 1975 roku. W kościele tablice poświęcone pamięci żołnierzy Wojska Polskiego, partyzantów Armii Krajowej i Batalionów Chłopskich oraz mieszkańców wsi, zamordowanych przez Niemców, NKWD i UPA. Opodal murowana plebania z początków XX w.
W zachodniej części wsi zrujnowana greckokatolicka cerkiew pod wezwaniem św. Dymitra, murowana, zbudowana w 1904 r. w stylu neobizantyjskim. Przy cerkwi murowana dzwonnica z bramką, w pobliżu murowana plebania z tego samego okresu. W zabudowie wsi kilkanaście drewnianych domów z początków XX stulecia, kilka starych kapliczek oraz niszczejący budynek dawnej synagogi z przełomu XIX i XX w. W pobliżu budynku Urzędu Gminy, pozostałości założeń ogrodowych dawnego dworu. W średniowieczu był tu zameczek obronny Później niedaleko skrzyżowania ulic Tadeusza Kościuszki i Mikołaja Kopernika powstał dwór myśliwski. Pośród ogrodów, pod koniec XIX w. wzniesiono browar, który spłonął w latach 60. XX wieku. Przed 1914 częściowo rozparcelowano grunty dworskie. Z okazałego niegdyś założenia ogrodowego pozostały, zarośnięty staw przy wjeździe do dworku, pojedyncze drzewa i resztki starej alei lipowej, liczącej ponad 300 lat.
W plenerach Starego Dzikowa w styczniu 2007 były kręcone zdjęcia do filmu Andrzeja Wajdy Katyń .

## Oświata
Początki szkolnictwa w Starym Dzikowie, są datowane na 1830 rok, gdy powstała szkoła parafialna przy cerkwi greckokatolickiej, a jej nauczycielem został adj. Symeon Morczyło.
W 1867 roku powstała państwowa szkoła trywialna. Przydatnym źródłem archiwalnym, do poznawania historii szkolnictwa w Galicji są austriackie Szematyzmy Galicji i Lodomerii, które podają wykaz szkół ludowych, wraz z nazwiskami ich nauczycieli. Szkoły wiejskie początkowo były tylko męskie, a od 1890 roku były mieszane (koedukacyjne).
Początkowo w latach 1867-1874 posada nauczycielska była nieobsadzona. Pierwszym nauczycielem był Józef Gocek. W latach 1874–1901 szkoła była 1-klasowa, w latach 1901-1925 (2-klasowa), w latach 1925-1927 (3-klasowa), w latach 1927-1930 (4-klasowa), w latach 1930-1937 (5-klasowa), w latach 1937-1939 (6-klasowa). Od 1898 roku szkoła posiadała etat nauczycieli pomocniczych.
Nauczyciele kierujący
1867–1874. posada nieobsadzona.
1874–1875. Józef Gocek.
1875–1876. posada nieobsadzona.
1876–1885. Włodzimierz Ferencewicz.
1885–1887. Maria Sikorska.
1887–1892. Paulina Błażkiewicz.
1892–1895. Paulina Werner.
1895–1897. Jan Korybutiak.
1897–1901. Maria Ciećkiewicz.
1901–1903. Jan Cwakliński.
1903–1907. Bolesław Jaroszewski.
1907–1908. Izabela Krogulecka.
1908–1912. Antoni Wójciak.
1913–1914. Izabela Krogulecka.
1922–1924. Franciszek Ozimek.

## Zabytki
- cerkiew św. Dymitra
- browar
- synagoga
- cmentarz żydowski